# Drużba-78 Charków
Drużba-78 Charków (ukr. «Дружба-78» Харків) – ukraiński klub hokejowy z siedzibą w Charkowie.

## Historia
Klub został założony 1 października 1982 jako Drużba-78 Charków.
W 1992 w Kanadzie został mistrzem świata w kategorii Peewee (wiek do 14 lat). Zwycięzca Mistrzostw Ukraińskiej SRR w latach 1989–1991.
W latach 2002–2005 występował w ukraińskiej Wyższej Lidze.

## Sukcesy
- Ćwierćfinał Mistrzostw Ukrainy: 2003

## Zawodnicy
Wychowankami klubu są Kostiantyn Bucenko, Dmytro Jakuszyn, Ołeh Tymczenko, Witalij Wiszniewski, Dmytro Cyrul, Anton But, Mychajło Bałaban, Ołeksandr Torianyk, Jewhen Łymanski, Jehor Bezuhły.